# Horchata de chufa

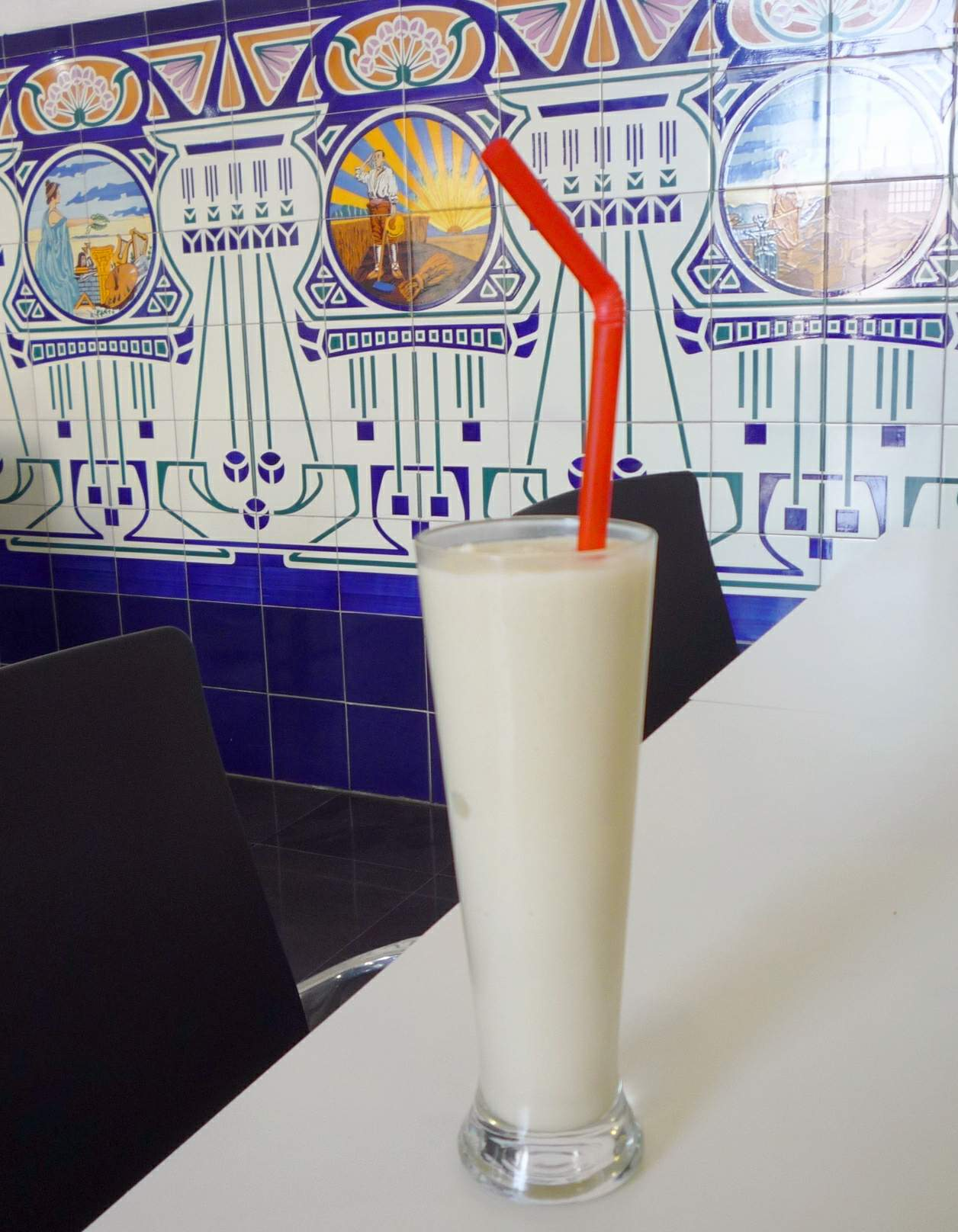
Un vaso de horchata.

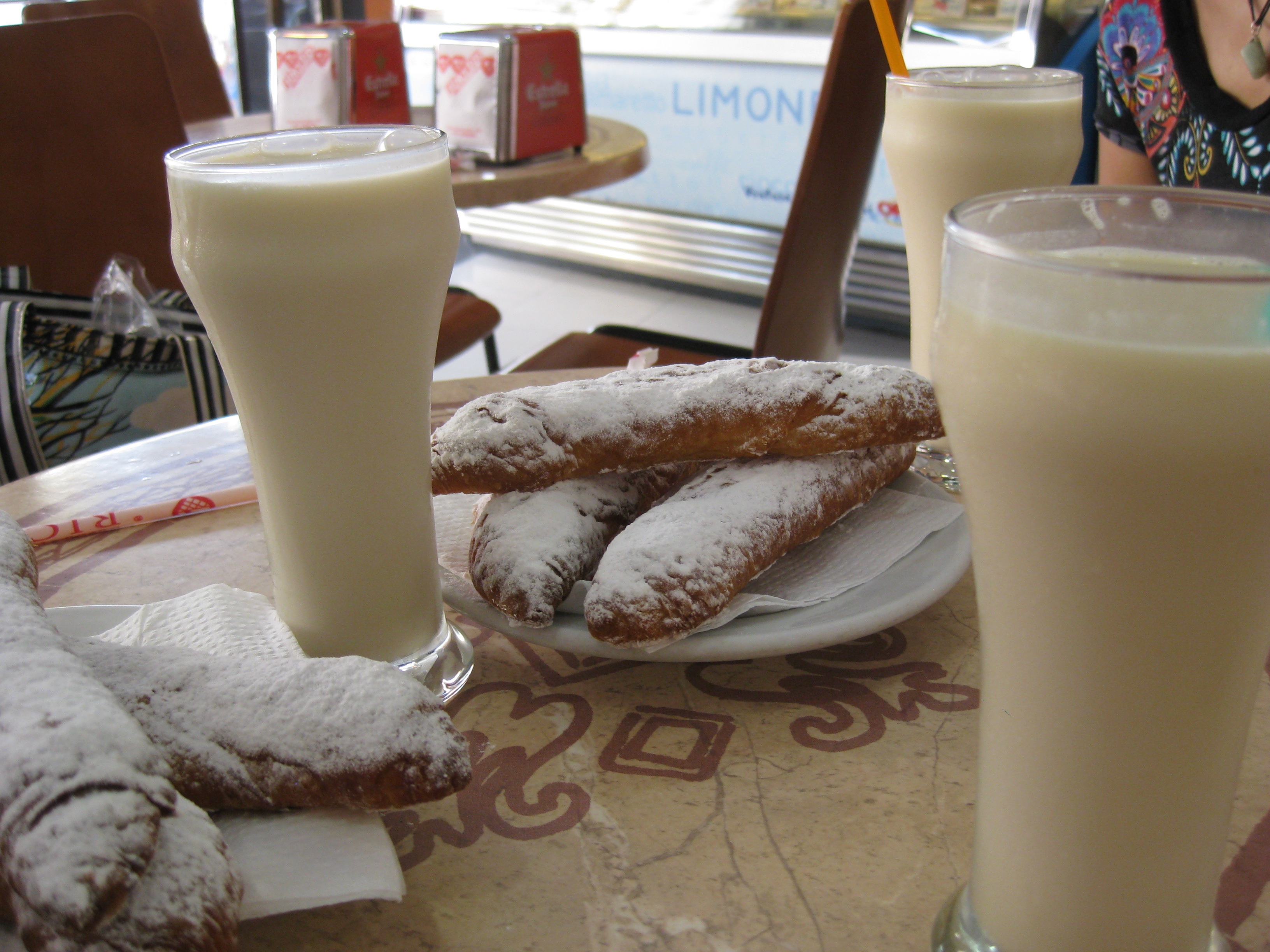
Horchata con fartones.

La horchata de chufa (orxata de xufa en valenciano, del latín hordeāta, de cebada) es una bebida refrescante (consumida también como postre), originaria de Alboraya (Valencia, Comunidad Valenciana, España) preparada con agua, azúcar y chufas mojadas (o molidas), además de ingredientes que potencian su sabor, como la canela y la piel o cáscara de un limón. Las chufas son unos pequeños tubérculos con forma de nudos que proceden de las raíces de la juncia avellanada (Cyperus esculentus), que se llama así por la forma de su fruto, parecido a la avellana.

## Origen
La horchata se elabora a partir de la chufa, tubérculo de la planta con el mismo nombre (Cyperus esculentus). Al parecer, esta ya era usada en el antiguo Egipto, habiéndose hallado vasos que contienen chufas como parte del ajuar funerario de los faraones. Asimismo, autores persas y árabes de la antigüedad mencionan los beneficios digestivos y desinfectantes de la chufa, usada entonces como bebida medicinal por considerársela energética y diurética. En España tiene origen en Alboraya y es un dulce típico de la Comunidad Valenciana que se suele acompañar con fartones.

## Etimología
La palabra horchata procede del latín hordeata, agua de cebada, hecha con hordeum, voz latina que significa cebada. Según la RAE el vocablo habría llegado al español a través del mozárabe, lo que explicaría la transformación consonántica a ch y el mantenimiento de la t, en lugar de la evolución natural que habría devenido en orzad, semejante al italiano, orzata.
Con el paso del tiempo, y al extenderse su uso a otros lugares del mundo con distinta disponibilidad de ingredientes, la cebada sería sustituida por otros vegetales (cereales, tubérculos como la chufa, frutos como las almendras, así como el arroz y otros) resultando en diferentes tipos de horchata. Todas son bebidas de apariencia similar que se caracterizan por su color blanco lechoso, aunque se elaboran con diferentes ingredientes y procesos.
La primera receta de horchata que se conoce con ese nombre era de almendras, pepitas de melón y piñones, y data de 1748. Aparece en el dietario de Ignacio Gilabert Soler, ciudadano de Valencia. La primera mención de horchata de chufa (más económica y popular que la almendra) data de 1762, en el tratado “Flora española o Historia de las plantas que se crían en España" de D. Joseph Quer.

## Elaboración

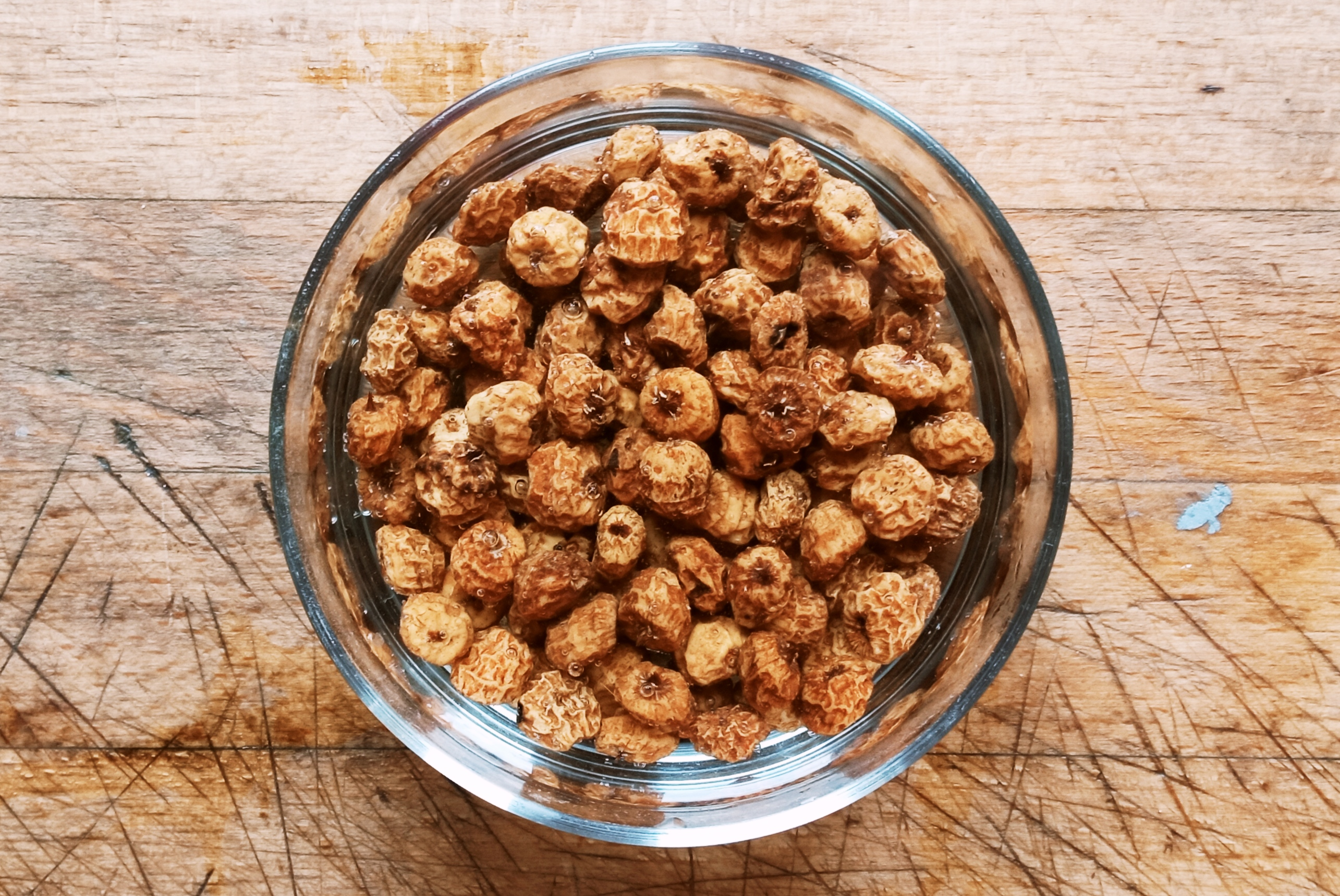
Chufas en remojo.

La elaboración de la horchata comienza con el lavado del tubérculo, posteriormente pasando a un molino para su trituración, se deja un tiempo en maceración, se prensa varias veces y se obtiene el extracto final. Para finalizar el proceso se le añade azúcar y se vuelve a tamizar. En la actualidad se comercializa una variante de horchata sin azúcar. La chufa está considerada como un superalimento, si no tiene azúcar, debido a sus propiedades nutricionales. Es rica en minerales, grasas insaturadas y proteínas.

## Variantes
En Italia meridional y Malta, la orzata se aromatiza con esencia de almendra amarga.
En Francia, a base de cebada (fr. orge) se la llama orgeat. También existen la horchata de arroz o de avena en México. En Cuba, Venezuela y Puerto Rico es elaborada a base de arroz. En El Salvador se elabora una bebida de sabor semejante al regaliz igualmente llamada horchata, que se obtiene del árbol del morro (Crescentia alata). En Ecuador, la horchata se refiere a una infusión de color rojizo que contiene hasta 71 especies de hierbas.

## Información nutricional
La horchata de chufa es rica en minerales y vitaminas, entre los que destacan el fósforo, el potasio y las vitaminas C y E. El cultivo de la chufa requiere tierra arenosa y temperaturas suaves, condiciones que se hallan de manera especial en la huerta de Valencia por su clima. Información nutricional de la horchata de chufa (por 100 mL).
- Es rica en minerales, como el fósforo, el calcio, el magnesio y el hierro, y en vitaminas, entre las que destacan las vitaminas C y E.
- También aporta numerosas enzimas que facilitan la digestión.
- Su valor energético (100 kcal/100 g) la convierte en una buena bebida energética.
- Contiene poco sodio.
- No contiene lactosa, caseína ni gluten aunque algunas marcas comerciales le añaden proteína de leche.

La horchata mejora la hipertensión, las diarreas moderadas y resulta muy conveniente para dietas libres de colesterol y ácido úrico. Por otro lado, cabe la posibilidad de añadir calcio, denominándose leche de chufa, para así sustituir a la leche de vaca, siendo más adecuada para este fin que la leche de soja, al ser menos energética que ésta.

## Véase también

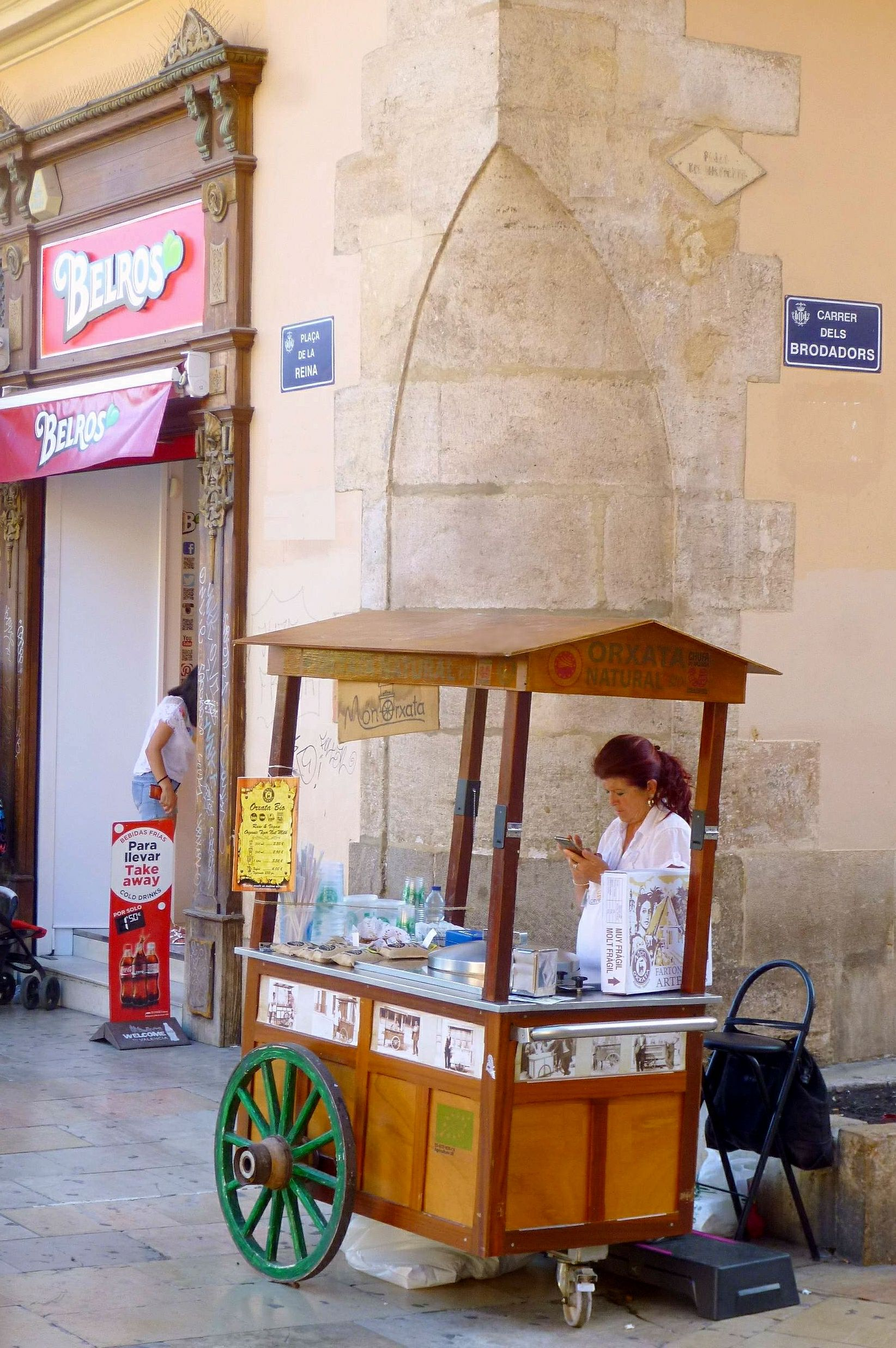
Horchatera en Valencia